# قائمة القلاع في غانا
تُعد هذه المراكز التجارية المحصّنة التي تقع على الساحل الغانيّ بين كيتا وبيين والتي أُقيمت بين عامي 1482 و1786 آثار الرحلات التجارية التي كان قد شقّها البرتغاليون والفرنسيون، والإنجليز، والسويديون والهولنديون عبر العالم في زمن اكتشافاتهم البحرية العظيمة.

## قائمة اليونسكو
حصون و قلاع، فولتا، أكرا الكبرى والوسطى والمناطق الغربية هي تسمية جماعية من قبل اليونسكو على غرار النمط الأوروبي للتحصينات والمواقع الاستيطانية (البرتغالية والهولندية والبريطانية في الغالب) على طول ساحل الذهب (غانا حالياً ) خلال الفترة الاستعمارية.
ينطبق المصطلح تحديدا على 11 موقعا للتراث العالمي من قبل اليونسكو في عام 1979:
- قلعة المينا، المينا.
- حصن سانتو أنطونيو، اكسيم.
- الحصن الإنجليزي (أو حصن فريدينبورغ )، كومندا.
- حصن الصليب المعدني ، ديكسكوف .
- حصن سان سباستيان، شاما
- حصن باتنشتين ، بوتري
- حصن كونرادسبرغ، المينا
- حصن أمستردام، أباندزي
- حصن ليدزامهيد ، ابام
- قلعة كيب كوست، كيب كوست
- حصن جودي هوب، سنيا بيراكو

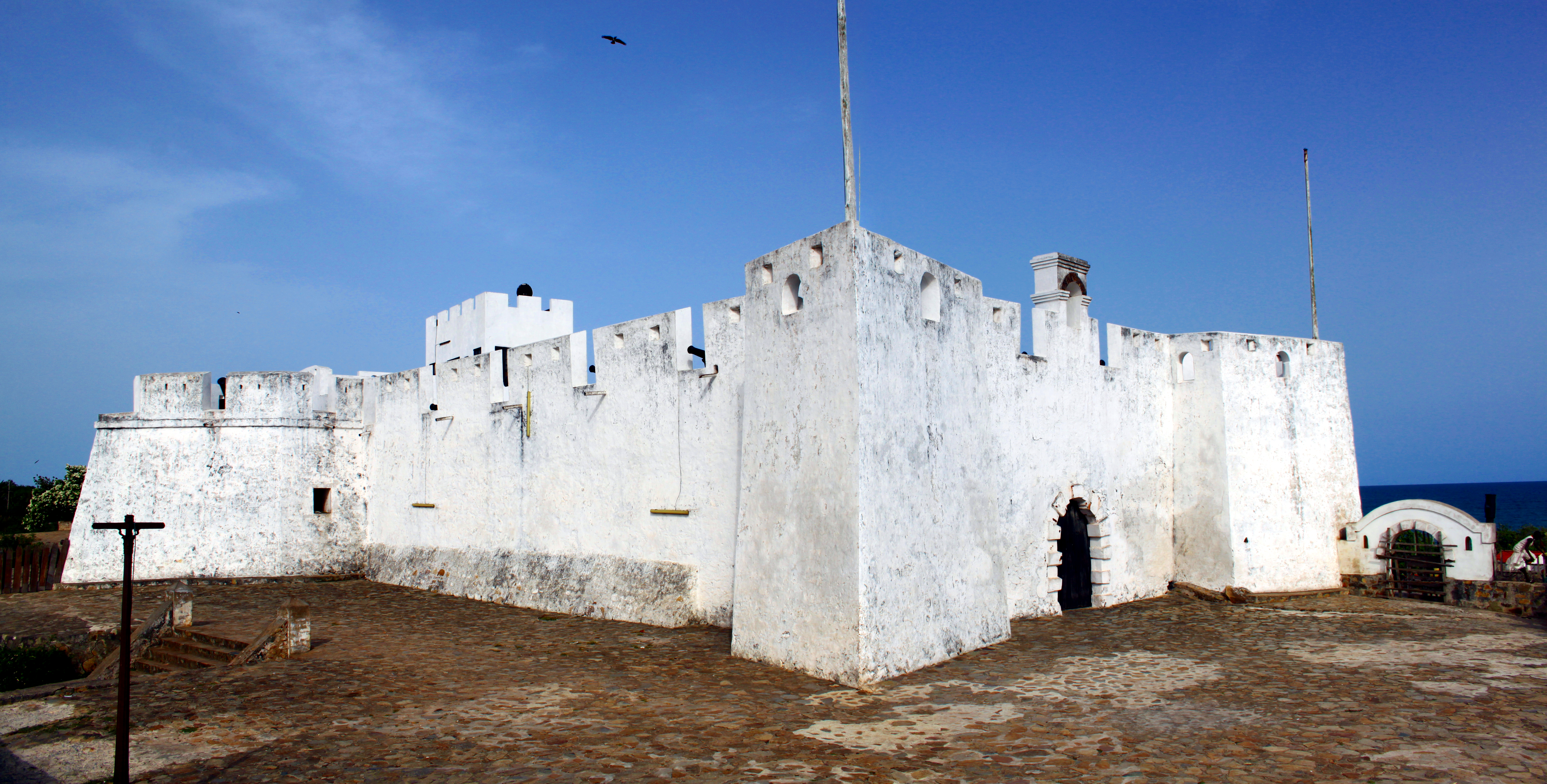
حصن الصليب المعدني
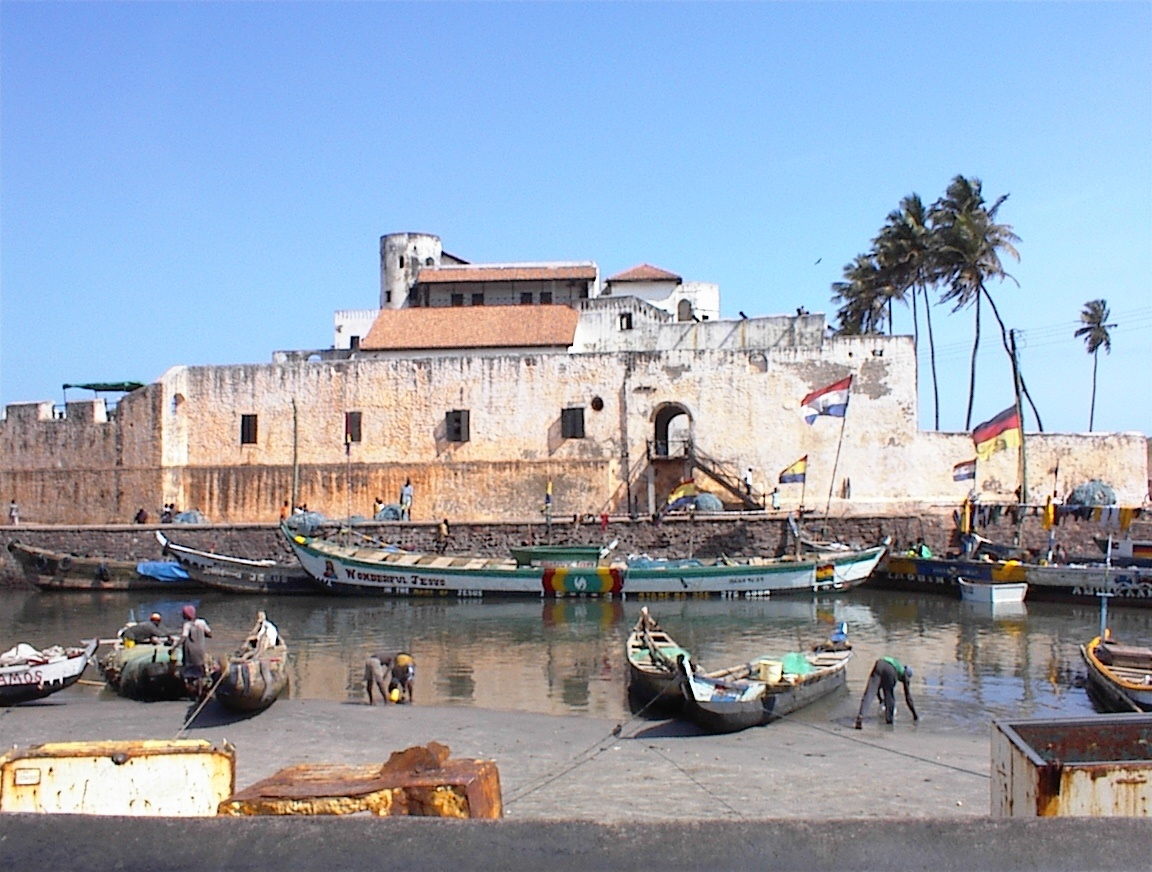
قلعة المينا
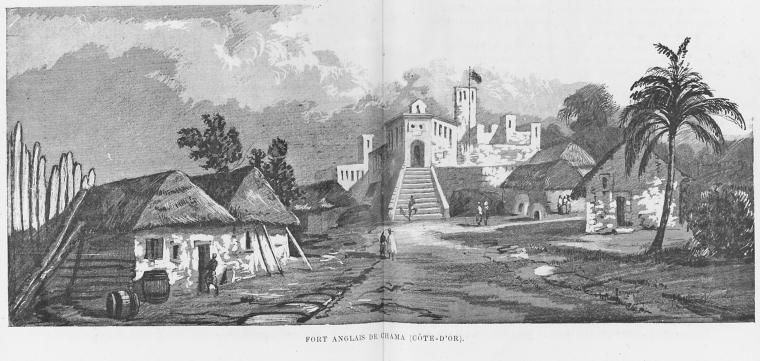
حصن سان سباستيان
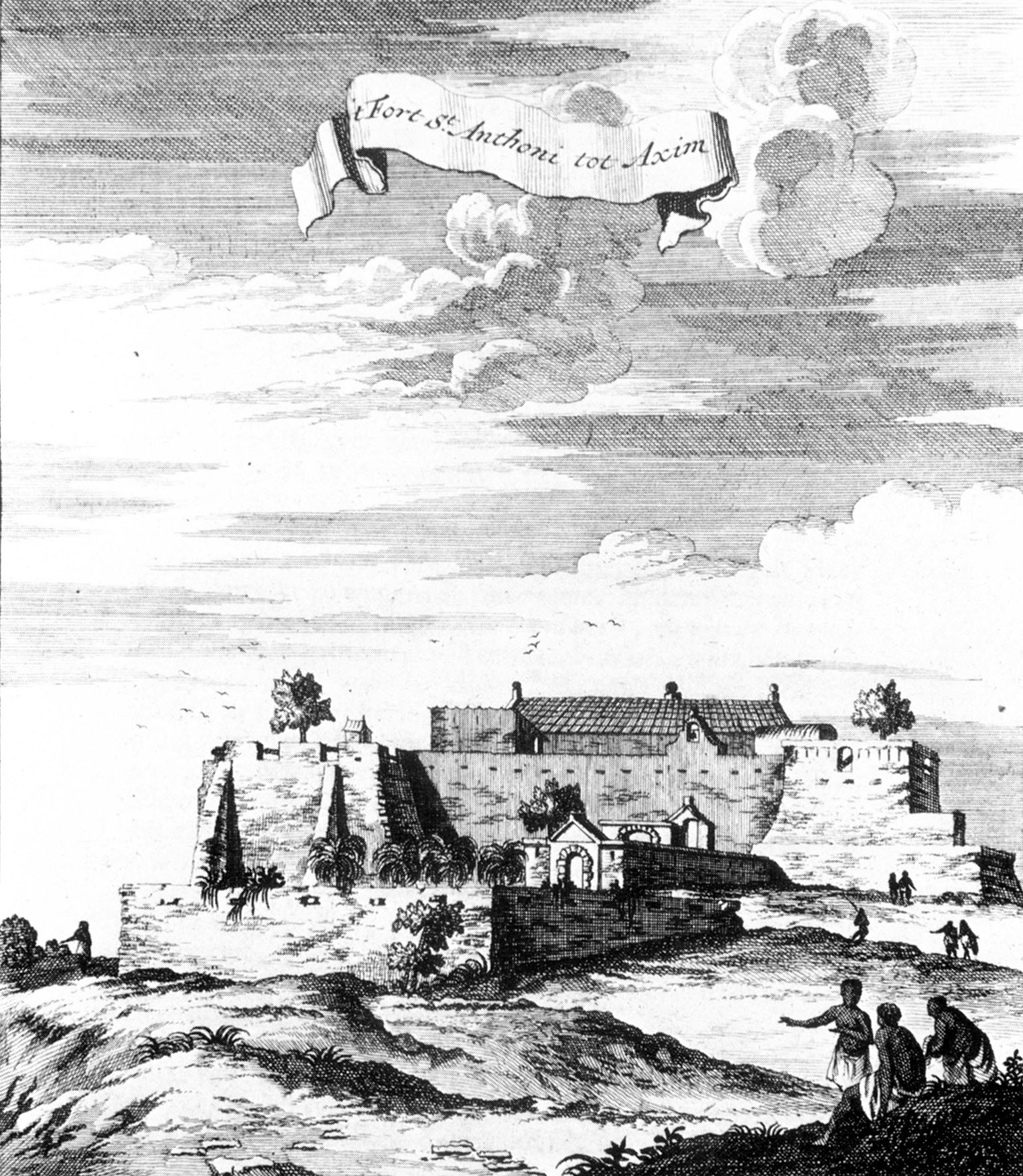
حصن سانتو أنطونيو
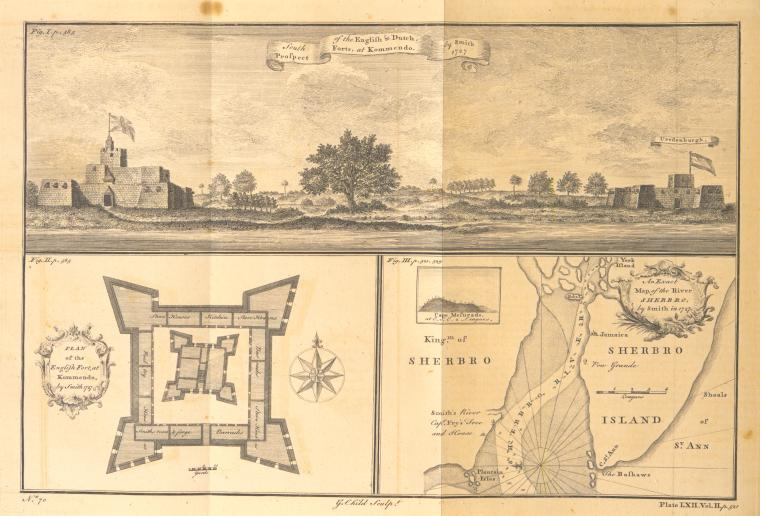
حصن فريدينبورغ
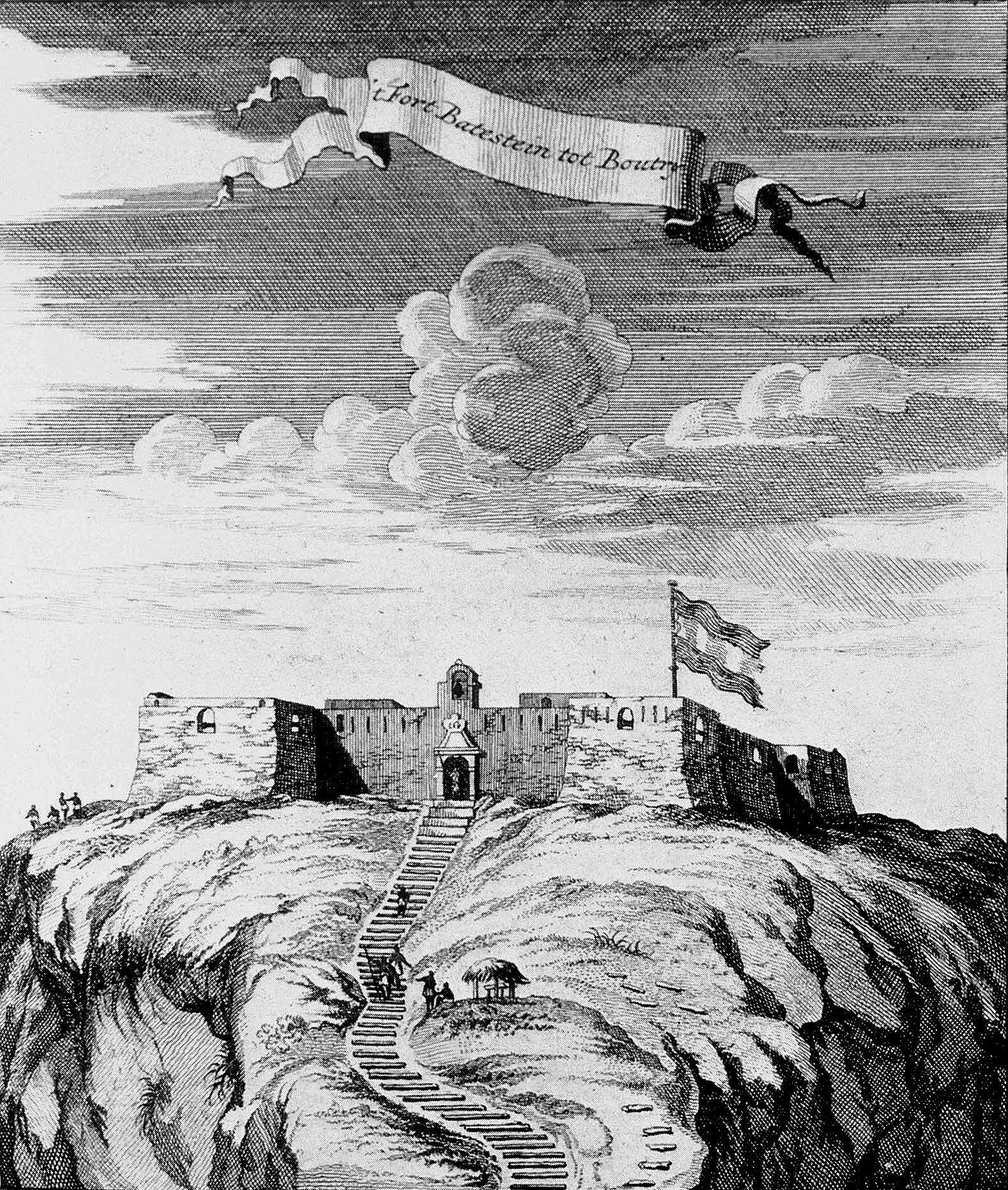
حصن باتنشتين
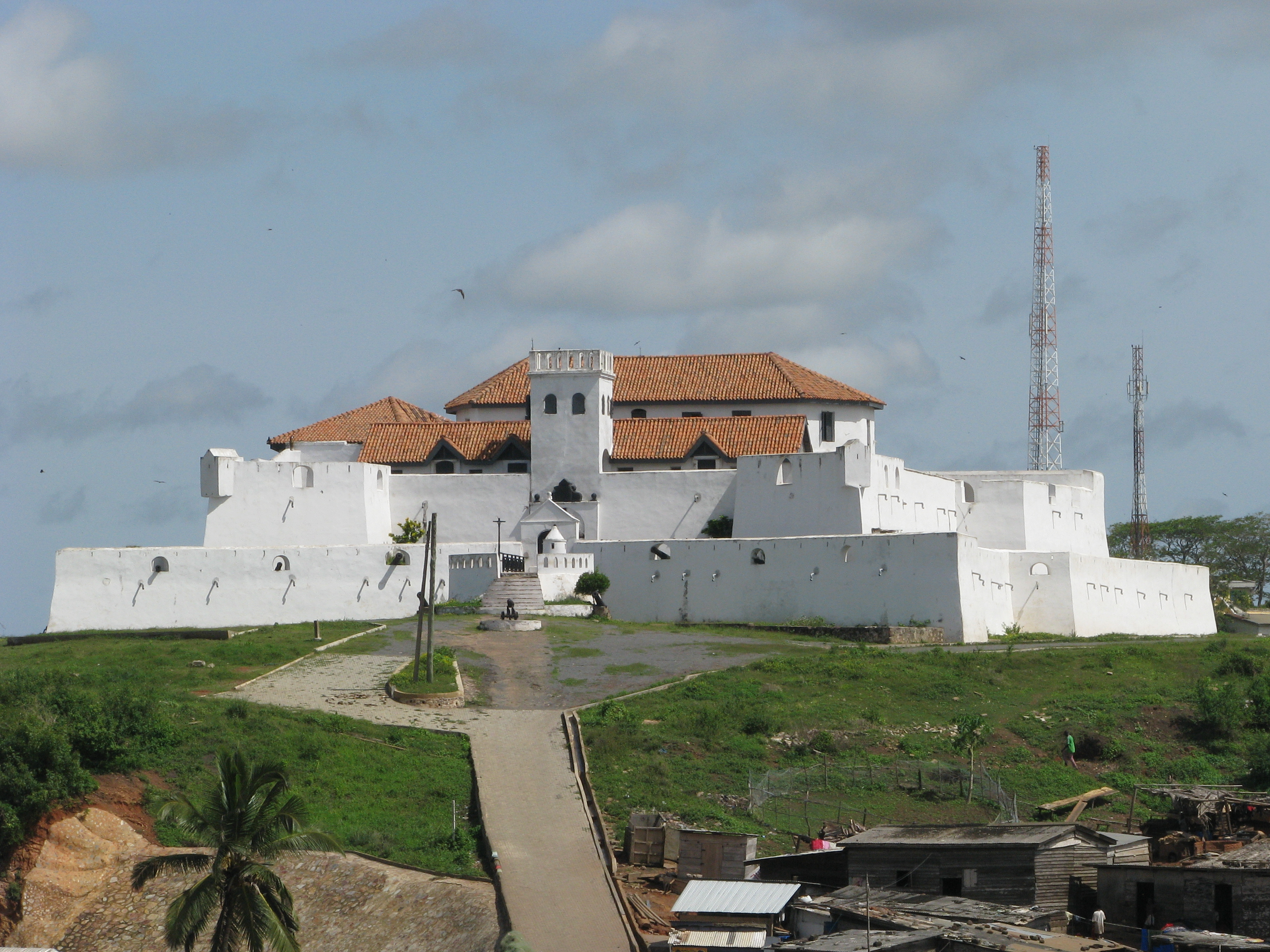
حصن كونرادسبرغ
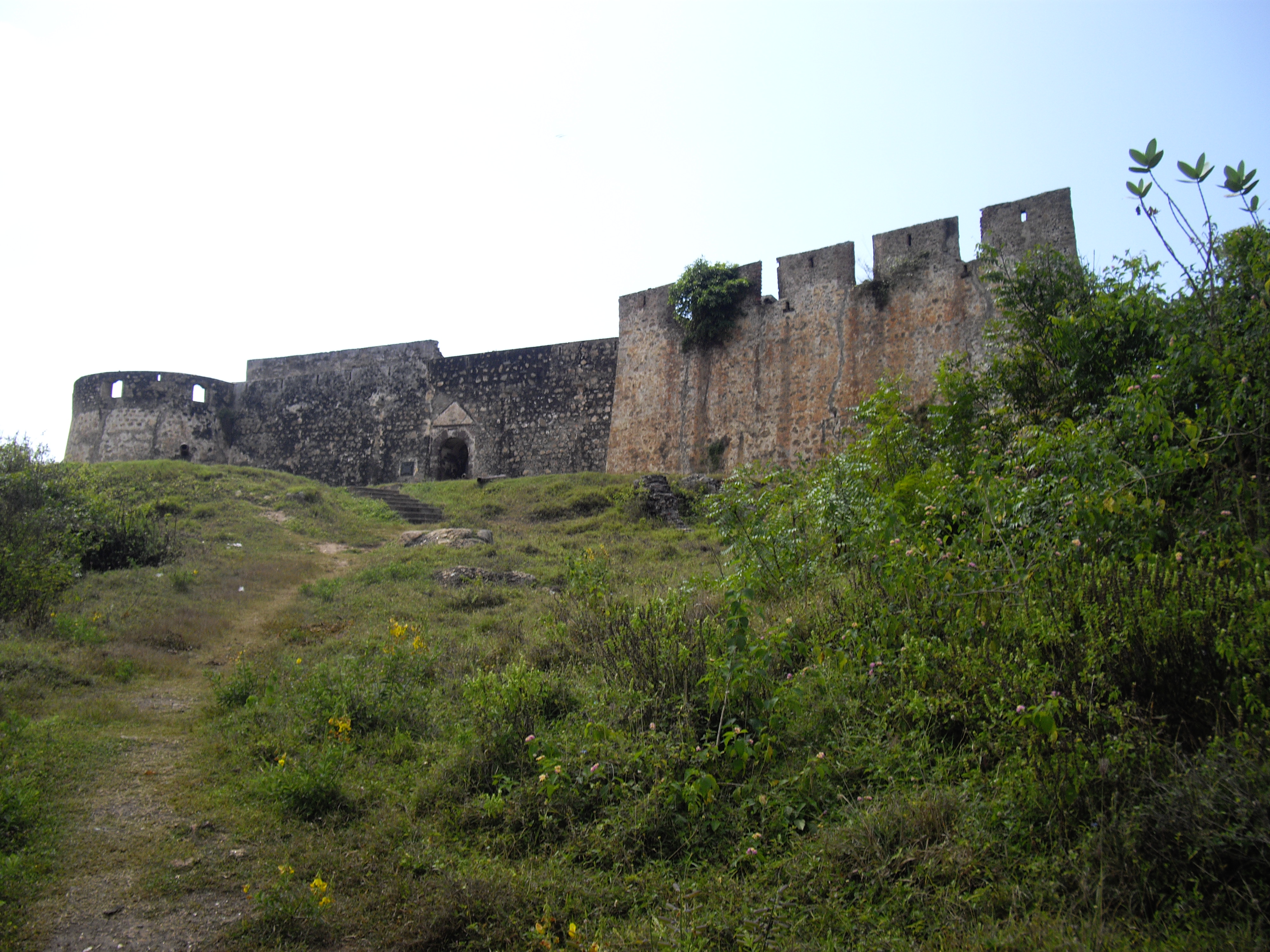
حصن أمستردام
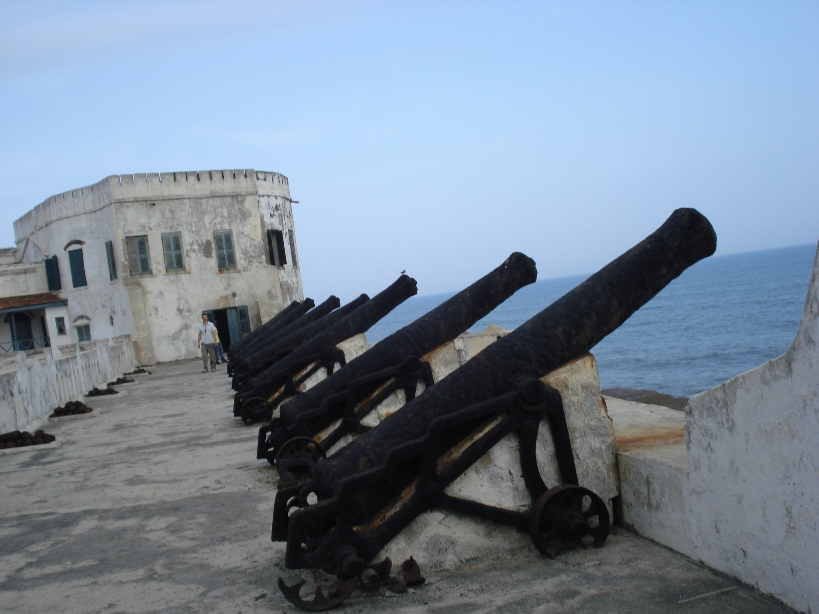
قلعة كيب كوست